# Bias (elektronik)

Biaserad förstärkare med gemensam emitter-koppling

För elektroniska kretsar som arbetar med växelströmssignaler används begreppet bias (eng. ungefär förskjutning) för att beteckna den likspänningspotential som nyttosignalen varierar kring. Denna potential bestämmer den så kallade arbetspunkten för kretsen, och biasering innebär att man förskjuter den från sitt naturliga läge (exempelvis 0 volt).

## Exempel
När en transistor ska användas som förstärkare vill man se till att potentialen på ingången ligger i ett område där transistorn kan arbeta linjärt. I bilden till höger kommer signalen in från vänster och kan bestå av både en likströms- och en växelströmskomponent. Endast växelströmskomponenten är nyttosignal, så likströmskomponenten filtreras bort av kondensatorn Cin. Därefter används spänningsdelaren R1/R2 för att välja en arbetspunkt för likströmmen som låter transistorn arbeta i sitt linjära område. Detta kallas för att man biaserar transistorns ingång.
Fler exempel på bias:
- den negativa förspänningen på gallret i ett elektronrör som gör att den påförda signalen får plats under gallrets noll-potential
- inom digital elektronik den spänning, mitt emellan de logiska nivåerna, som man behöver lägga på för att definiera en signal exempelvis efter att den har AC-kopplats
- när man lagrar analogt ljud på magnetband adderas en högfrekvent växelströmssignal (utanför det hörbara området) till nyttosignalen innan den skickas till inspelningshuvudet för att eliminera den nollgenomgångsdistorsion som annars skulle uppstå på grund av den magnetiska hysteresen. I detta fall är biasen alltså för ovanlighets skull en växelströmssignal.

## Biasering
Med biasering menar man att försätta enheten i arbetspunkt. Allmänt menas att man har sett till så att den transkonduktiva enheten kan jobba som den skall det vill säga den har stabiliserats DC-mässigt och den väntar bara på signal och kan ta emot signal utan att överstyras och därmed förvränga signalen.